# Il diario del vampiro - La messa nera
 Il diario del vampiro - La messa nera è il 4º libro della saga di Il diario del vampiro di Lisa J. Smith, pubblicato nel 1992 negli Stati Uniti e il 16 aprile 2009 in italiano. A differenza dei tre romanzi precedenti, è raccontato dal punto di vista di Bonnie McCullough.

## Trama
Sono passati sei mesi dalla morte di Elena. Le sue amiche Bonnie e Caroline organizzando una festa a sorpresa per il compleanno di Meredith, a cui vengono invitate anche altre due ragazze, Sue Carson e Vickie Bennett. Durante la festa, le ragazze decidono di contattare lo spirito di Elena grazie ad una tavoletta Ouija e ricevono un avvertimento: c'è una presenza malvagia in città, tutti sono in pericolo e devono contattare qualcuno che le possa aiutare, ma Elena non fa in tempo a dire loro chi, poiché le cinque ragazze vengono attaccate. Sue muore nello scontro. Insieme a Matt, Bonnie e Meredith contattano Stefan, tornato in Italia con il fratello Damon dopo la morte di Elena. Tornati Stefan e Damon, il gruppo scopre che la nuova forza malvagia che agisce indisturbata a Fell's Church è Klaus, un vampiro molto potente e invincibile che sta sfruttando un loro compagno di scuola, il licantropo Tyler, per prendere il controllo della città. Intanto, muore anche Vickie. Il gruppo decide di affrontare Klaus: nemmeno Stefan e Damon, però, riescono a gestire la situazione e Bonnie decide di evocare lo spirito di Elena, che appare insieme ai fantasmi dei caduti della Guerra Civile. Insieme gli spettri sconfiggono Klaus. Lo sforzo di Elena per salvare le persone che ama viene ripagato: la ragazza ritorna in forma umana e può finalmente riabbracciare Stefan, mentre Damon se ne va.

## Edizioni
- Lisa Jane Smith, Il diario del vampiro. La messa nera, Nuova Narrativa Newton, 2009,  pp. 240 pagine, ISBN 978-88-541-1446-3.

- Lisa Jane Smith, Il diario del vampiro. Il risveglio - La lotta - La furia - La messa nera, Grandi Tascabili Contemporanei, 2012,  pp. 640 pagine, ISBN 978-88-541-3549-9.

- Lisa Jane Smith, Il diario del vampiro. 10 romanzi in 1, I Superinsuperabili, 2013,  pp. 1472 pagine, ISBN 978-88-541-5516-9.
- Lisa Jane Smith, Il diario del vampiro. La messa nera, Newton Compton collana King, 5 luglio 2018, pp. 248 pagine, ISBN 978-8822717986.